# Nieuil-l'Espoir
Nieuil-l'Espoir é uma comuna francesa na região administrativa da Nova Aquitânia, no departamento de Vienne. Estende-se por uma área de 20,64 km². Em 2010 a comuna tinha 2 774 habitantes (densidade: 134,4 hab./km²).